# Britt Strandberg
Pour les articles homonymes, voir Strandberg.
Britt Strandberg (née le 31 mars 1934) est une fondeuse suédoise.

## Palmarès

### Jeux olympiques
- Jeux olympiques d'hiver de 1960 à Squaw Valley
  -  Médaille d'or en relais 3 × 5 km.
- Jeux olympiques d'hiver de 1964 à Innsbruck
  -  Médaille d'argent en relais 3 × 5 km.
- Jeux olympiques d'hiver de 1968 à Grenoble
  -  Médaille d'argent en relais 3 × 5 km.

### Championnats du monde
- Championnats du monde de ski nordique 1962 à Zakopane
  -  Médaille d'argent en relais 3 × 5 km.
- Championnats du monde de ski nordique 1966 à Oslo
  -  Médaille de bronze en relais 3 × 5 km.